# Achille Delaere

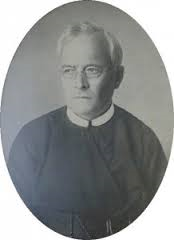
Pater Achille Delaere

Achille Delaere (* 1868 in Lendelede, Belgien; † 1939 in Kanada) war ein belgisch-kanadischer römisch-katholischer Geistlicher. Er war einer der Gründer und Organisatoren für die Strukturen der katholischen Kirche des byzantinisch-ukrainischen Ritus der ukrainischen Einwanderer in Kanada.

## Biografie
Als Sohn eines flämischen Bauern wuchs Achille Delaere auf dem väterlichen Bauernhof auf, wo er in seiner frühen Jugend mitarbeiten musste. Sein Bruder war ein Priester Lehrer in Brügge. Das schwere harte Leben auf den Lande prägte ihn in seiner Jugend entscheidend, um sich für den Priesterberuf zu entscheiden. Gleichzeitig bevorzugte er offen und direkt immer zu sagen, was er dachte, pflegte seine Meinungen und Ansichten sowie Kritik an entsprechender Stelle anzusprechen. Achille Delaere 1889 trat den Redemptoristen bei und wurde 1896 zum Priester geweiht. Seine Einstellungen änderte er auch nach seiner Priesterweihe nicht. Kanadas Apostolischer Delegat Andrea Cassulo erfuhr von Delaeres Offenheit. Delaere sagte zu ihm einmal: …, dass eigentlich nur Lügner und Gauner dem Apostolischen Nuntius schreiben würden, um sich zu beschweren. Der Apostolische Delegat soll ihm dabei mit einem Lächeln geantwortet haben: das auch manchmal Bischöfe und Erzbischöfe den Apostolischen Nuntius in solchen Angelegenheiten schreiben.:99
Im Sommer 1898 wurde er von dem Provinzoberen der belgischen Redemptoristen in Brüssel für die Arbeit in den kanadischen Prärieprovinzen (Canadian Prairies) angeworben. Pater Delaere war einer der drei belgischen Redemptoristen-Mönche, die schließlich von dem französisch-kanadischen Erzbischof Langevin für diese Tätigkeit rekrutiert wurden. In dieser Region suchte man für die entsprechenden Gläubigen Unterstützung und Hilfe für die Integration der Bevölkerung mit Migrationshintergrund aus Osteuropa in den kanadischen Prärieprovinzen (Canadian Prairies). Pater Delaere war flämischer Muttersprache und beherrschte nur ein wenig französisch. Er verbrachte, bevor er nach Kanada auswanderte, ein Jahr lang in der galizischen Stadt Tuchów und dabei lernte er polnisch und ukrainisch. In Kanada sollte er dann anschließend die polnischen und ukrainischen Immigranten in Brandon-Shoal Lake im Distrikt von Manitoba betreuen.:193
Bei seiner Überfahrt nach Kanada war er auf dem Schiff Scotsman von Liverpool nach Kanada unterwegs. Sein Schiff sank allerdings vor Belle Isle und bei diesem Unglück starben sechzehn Menschen. Delaere überlebte und setzte seine Reise nach Brandon fort, das er am 11. Oktober 1899 endlich erreichte. Delaere wurde von den Bewohnern und dem belgischen Redemptoristen als der „Apostel der Polen“ herzlich willkommen geheißen.:99
Um etwa 1903 wurde Delaere und andere Redemptoristen rund um die Region von Brandon intensiv tätig und begannen den Bereich um Yorkton einmal im Monat aufzusuchen. Delaere war zunächst selbst von dem Arbeitsaufwand überfordert. Er berichtete diesbezüglich, dass das Gebiet wohl halb so groß war wie Belgien, mit nur dreißig bis vierzig englischen Familien und, seit die Oblaten dort wegzogen, von anderen katholischen Geistlichen völlig vernachlässigt wurde. Seraphimit Stefan Ustvolsky, russisch-orthodoxe und andere protestantische Geistliche hatten sich schon teilweise selbst in diesem Bereich etabliert. Die Redemptoristen berichteten, das mittlerweile siebzehn protestantische Geistliche in der Yorkton-Region vertreten wären. Für Delaere war dieser Zustand unbefriedigend und bat um weitere Hilfe und ermutigte kanadische französische katholische Seminaristen, verschiedene Sprachen zu studieren. Er fand dabei Unterstützung in Pater Kryzhanowsky, einen Mönch der Basilianer des hl. Josaphat, der ihm in den verschiedenen Regionen vor Ort half.:103
Delaere war sich bewusst, dass die Mehrheit der Menschen aus Galizien tatsächlich den Gottesdienst im Östlichen Ritus der Ruthenen bevorzugten. Im Kampf zwischen den Ostkirchen und der lateinischen Kirche, waren für viele Einwanderer, die Delaere betreute, die unverheirateten zölibatären römisch-katholische Priester und deren Lateinischer Ritus eher befremdlich. Egal wie es die römisch-katholische Kirche versuchte, auf die Einwanderer einzugehen, so reifte letztendlich die Erkenntnis, dass nur die Einführung des orientalischen Ritus eine wirkliche Chance bei den Gläubigen hatte. Delaere wurde dabei zunehmend auch konfrontiert mit Feindseligkeiten von einigen Überläufern, und es fehlte an mangelnder Unterstützung seitens seines Erzbischof Langevin. Er gründete das Redemptoristen-Kloster in Yorkton am 12. Januar 1904 für die Einwanderer aus Galizien. Dieses existiert noch heute, als St. Gerards Pfarrei in einer römisch-katholischen Gemeinde im Erzbistum Regina. Am 9. März 1906 erhielt Delaere schließlich offiziell die Erlaubnis vom Papst Pius X., den byzantinischen Ritus zu praktizieren zu dürfen. Pater Delaere feierte die Messe im Byzantinischen Ritus zum ersten Mal am 26. September 1906.:104 Die anderen belgischen Priester folgten bald ebenfalls seinem Beispiel nach.
Die meisten Ukrainer waren nicht wirklich in der Lage seinen Namen richtig auszusprechen, so wurde aus Pater Delaere ein Pater Dollar. John Bodrug schrieb über seine eigenen Erlebnisse in seinen Memoiren zu Delaere: „In Sifton, gab es eine kleine griechisch-katholische Kirche, die gelegentlich von Pater Zaklynsky aufgesucht wurde, aber viel häufiger durch Pater Dollar. Delaere erlernte sogar die Messen in Kirchenslawisch zu lesen und kleidete sich mit Liturgischen Gewändern des Griechischen Ritus, aber hielt seine Predigten in polnisch.“
Über seinen Wissen zum byzantinischen Ritus und zu seinen Sprachkenntnissen, erzählte Achille Delaere seinen engsten Mitarbeitern, dass er eigentlich nie richtig Französisch gelernt hatte und bestenfalls nur mittelmäßig Ukrainisch beherrschte. Sein Eifer und Engagement machten ihn trotz alle dem unverzichtbar für seine Vorgesetzten, obwohl sie mit seiner rustikalen Offenheit nicht immer klar kamen.:99
1911 kam auf Delaeres Drängen der Erzbischof Langevin schließlich auf die Idee, einen ukrainisch-katholischen Bischof ernennen zu lassen und informierte den Heiligen Stuhl über seine Sinnesänderung. Im Mai 1912 forderte Delaere den Erzbischof Langevin dazu auf, darüber weitere Verhandlungen mit Papst Pius X. aufzunehmen. Am 15. Juli, nach einer Anhörung der ukrainischen katholischen Hierarchie in Galizien wurde Nicetas Budka zum ersten Bischof für die ukrainischen griechisch-katholischen Christen in Kanada berufen. Gleichzeitig wurde er zum Titularbischof von Patara ernannt und von Erzbischof Andrej Scheptyzkyj OSBM von Lemberg und dem Mitkonsekratoren Bischof Konstantyn Czechowicz (Eparchie Przemyśl) und Hryhory Khomyshyn (Eparchie Stanislaviv) am 13. Oktober 1912 zum Bischof geweiht.:205
Als Budka in Kanada ankam, war es für Delaere am Anfang schwierig, mit dem neuen Bischof klarzukommen. Delaere wurde von Budka und seiner sogenannten „kalten Neutralität“ verunsichert sowie an gefühlter mangelnder Unterstützung, so dass er Zweifel bekam das richtige zu tun. Letztendlich zeigte er sich aber standhaft, da er die Ukrainer in Kanada nicht aufgeben wollte.:383
Pater Delaere lebte und wirkte seit seiner Ankunft bis zu seinem Tod, insgesamt vierzig Jahre lang in den kanadischen Prärieprovinzen.

## Bibliografie
- Ivan Bodrug: Independent Orthodox Church:  Memoirs Pertaining to the History of a Ukrainian Canadian Church in the Years 1903–1913, translators: Bodrug, Edward; Biddle, Lydia, Toronto, Ukrainian Research Foundation, 1982.
- Paul Laverdure: Achille Delaere and the Origins of the Ukrainian Catholic Church in Western Canada. (englisch, wordpress.com [PDF; abgerufen am 26. Oktober 2014]).
- Orest T. Martynowych: Ukrainians in Canada: The Formative Period, 1891–1924. Canadian Institute of Ukrainian Studies Press, University of Alberta, Edmonton, 1991.